# Uğur Tütüneker
Uğur Tütüneker (Bursa, 2 agosto 1963) è un dirigente sportivo, allenatore di calcio ed ex calciatore turco.

## Carriera

### Giocatore

#### Bayern Monaco
Trasferitosi in Germania con la sua famiglia, ha iniziato la sua carriera nelle giovanili del Bayern Monaco.

#### Galatasaray
Nel luglio 1986 venne notato dall'allenatore tedesco Jupp Derwall, a quel tempo allenatore del Galatasaray, il quale decise di proporlo alla società per un ingaggio. Ha quindi giocato per il resto della sua carriera in questa squadra, indossando la maglia numero 7. Si ritirò dal calcio giocato dopo la stagione 1995-1996 con 222 presenze e 40 gol realizzati.
Durante la permanenza nel club è stato uno dei protagonisti, vincendo 4 campionati turchi, 2 coppe di Turchia, 3 Coppe del Presidente (poi diventata Supercoppa di Turchia), 1 Coppa del Primo Ministro e 3 Coppe Writers Sport.
Uğur è stato elogiato per la sua abilità tecnica, la sua regia creativa, la sua abilità nel dribbling così come la sua capacità di attraversamento. Inoltre è stato indicato come uno dei giocatori chiave della squadra, che nel 1988-1989 ha partecipato alle semifinali in Coppa dei Campioni segnando un gol per Galatasaray nella loro vittoria per 5-0 contro la squadra svizzera del Neuchatel Xamax.

### Nazionale
Ha giocato 18 partite con la nazionale turca segnando un gol, ha inoltre subito lesioni durante la sua carriera, impedendogli di mantenere un posto fisso nella nazionale.

### Allenatore
Ha iniziato la carriera allenando il l'Yimpaş Yozgatspor nel 1998-1999, lo Siirt spot nel 1999-2000 riuscendo ad arrivare alla promozione a fine campionato. Ha allenato l'Yimpaş Yozgatspor per altre 2 volte (2002-2003, 2003-2004, e in mezzo sempre nel 2003 il Kayserispor. Nel 2004-2005 allena invece l'İstanbul Büyükşehir Belediyesi Spor per una sola stagione, mentre lo stesso nel 2005-2006 con l'İstanbulspor. Dal 2007 al 2009 per 2 stagione diventa l'allenatore del Kasımpaşa, per il 2010-2011 cambia di nuovo passando ad allenare il Orduspor anche qui rimanendo per una sola stagione. Passa ad allenare il Konyaspor, quindi lascia per diventare nuovo allenatore del Çaykur Rizespor Kulübü nel 2014.